# Cimarron City
Cimarron City és un poble dels Estats Units a l'estat d'Oklahoma. Segons el cens del 2000 tenia 110 habitants.

## Demografia
Segons el cens del 2000, Cimarron City tenia 110 habitants, 44 habitatges, i 30 famílies. La densitat de població era de 26,7 habitants per km².
Dels 44 habitatges en un 34,1% hi vivien nens de menys de 18 anys, en un 54,5% hi vivien parelles casades, en un 9,1% dones solteres, i en un 31,8% no eren unitats familiars. En el 27,3% dels habitatges hi vivien persones soles el 6,8% de les quals corresponia a persones de 65 anys o més que vivien soles. El nombre mitjà de persones vivint en cada habitatge era de 2,5 i el nombre mitjà de persones que vivien en cada família era de 3,03.
Per edats la població es repartia de la següent manera: un 28,2% tenia menys de 18 anys, un 2,7% entre 18 i 24, un 28,2% entre 25 i 44, un 30,9% de 45 a 60 i un 10% 65 anys o més.
L'edat mediana era de 40 anys. Per cada 100 dones de 18 o més anys hi havia 125,7 homes.
La renda mediana per habitatge era de 34.219 $ i la renda mediana per família de 50.625 $. Els homes tenien una renda mediana de 30.938 $ mentre que les dones 9.583 $. La renda per capita de la població era de 17.380 $. Entorn del 10,3% de les famílies i el 14,3% de la població estaven per davall del llindar de pobresa.

## Poblacions més properes
El següent diagrama mostra les poblacions més properes.